# Томас Ланґе
Томас Ланґе (нім. Thomas Lange, 27 лютого 1964) — німецький академічний веслувальник.
Олімпійський чемпіон 1988, 1992 років в одиночці, бронзовий призер 1996 року в одиночці.
Чемпіон світу 1983 (парні двійки), 1985 (парні двійки), 1987, 1989, 1991 років в одиночці, срібний призер 1990 року в складі парної двійки, бронзовий призер 1993 року в одиночці.